# Enicospilus baltodanorum
Enicospilus baltodanorum là một loài tò vò trong họ Ichneumonidae.